# Костенурките нинджа: На светло
„Костенурките нинджа: На светло“ (на английски: Teenage Mutant Ninja Turtles: Out of the Shadows) е американски филм от 2016 г. на режисьора Дейв Грийн. Сценарият е на Джош Епълбаум и Андре Немек. Премиерата му е на 3 юни 2016 г.

## Продукция
Заснемането на филма започва на 27 април 2015 г. в Ню Йорк. Снимките в Бъфало започват на 4 май в Бъфало и приключват на 17 май. Снимачният период приключва през август.

## В България
В България филмът е излъчен на 26 Февруари 2017 г. по HBO с български войсоувър дублаж на Доли Медия Студио. Екипът се състои от:
| Озвучаващи артисти  | Иван Велчев Христо Димитров Кирил Бояджиев Цветослава Симеонова Явор Караиванов |
| Тонрежисьор         | Радослав Младенов                                                               |
| Режисьор на дублажа | Йоанна Микова                                                                   |

През 2019 г., филмът е излъчен на 8 Юни 2019 г. по Нова телевизия с български войсоувър дублаж на Нова Броудкастинг Груп. Екипът се състои от:
| Озвучаващи артисти  | Ася Братанова Христо Узунов Васил Бинев Силви Стоицов Ивайло Велчев Силвия Русинова |
| Преводач            | Бисер Пачев                                                                         |
| Тонрежисьор         | Цветомир Цветков                                                                    |
| Режисьор на дублажа | Димитър Кръстев                                                                     |

## Филми от поредицата за „Костенурките нинджа“
Поредицата „Костенурките нинджа“ включва 5 филма:
- „Костенурките Нинджа“ (1990)
- „Костенурките Нинджа II“ (1991)
- „Костенурките Нинджа III“ (1993)
- „Костенурките нинджа“ (2014)
- „Костенурките нинджа: На светло“ (2016)